# CoverGirl

Logo

CoverGirl ist eine US-amerikanische Kosmetikmarke, die 1961 in Maryland, Vereinigte Staaten, von der Noxzema Chemical Company gegründet wurde. Sie wurde 1989 von Procter & Gamble und später 2016 von Coty, Inc. übernommen. The Noxell Company warb für diese Kosmetiklinie, indem sie Models, Schauspielerinnen und Sängerinnen, die auf der Titelseite von Frauenzeitschriften erscheinen, die Möglichkeit gab, ihre Produkte zu tragen.
1963 unterschrieb das Model und die spätere Schauspielerin Jennifer O’Neill im Alter von fünfzehn Jahren als CoverGirl-Model. Sie erschien in jenem Jahr sowohl in der Print- als auch in deren Fernsehwerbung. Ihr Vertrag mit dreißigjähriger Laufzeit katapultierte CoverGirl zur meistverkauften Make-up-Linie des Landes. Weitere Models waren Drew Barrymore, Christie Brinkley, Zooey Deschanel, Ellen DeGeneres, Dania Ramirez, Christobelle Grierson-Ryrie, Rihanna, Cybill Shepherd, Queen Latifah, Sofia Vergara, Taylor Swift, Zendaya, Janelle Monáe, Maye Musk, Katy Perry, Pink und Issa Rae.